# Al Gromer Khan
Al Gromer Khan (Alois Gromer, geboren 8. April 1946 in Frauenzell) ist ein deutscher Sitarspieler und Komponist, dessen Musik die Genres Ambient, New Age, Weltmusik und Electronica umspannt. Er ist Autor von vier Romanen sowie seit mehr als 25 Jahren Autor von Radio-Dokumentationen über die mystischen Aspekte der Musik. Auch arbeitet er als bildender Künstler. 2015 wurde er mit dem Rabindranath-Tagore-Kulturpreis der Deutsch-Indischen Gesellschaft für sein Lebenswerk als Musiker und Performer der Sitar und Surbahar von höchstem Rang, als Komponist, Schriftsteller und bildender Künstler ausgezeichnet.

## Frühe Einflüsse
Gromer wurde im Allgäu geboren. Während seiner Internatszeit gründete er eine Skiffle-Gruppe und wurde Jazzgitarrist. Die Aufnahme einer akademischen oder diplomatischen Laufbahn, die seine Eltern für ihn geplant hatten, lehnte er ab. Er verließ sein Zuhause, um Jazz-Musiker und Beat-Poet zu werden.
Als Zwanzigjähriger ging Gromer 1966 nach London, wo er die nächsten sechs Jahre verbrachte und an einer Reihe von kreativen Experimenten, die einen bleibenden Einfluss auf ihn haben sollten, teilnahm. Der Prinz Tiane na Champassak von Laos führte ihn in Yoga-Philosophie ein und Popstar Marc Bolan lud ihn zu den Jamsessions ein, die er ganze Nächte lang als Gastgeber ausrichtete. Er erforschte psychoakustische Phänomene mit Regisseur Mike Figgis und Saxophonist Ronnie Scott. Gromers Lyrik wurde von Cat Stevens (jetzt Yusuf Islam) beeinflusst. Zeitweise besuchte er eine Londoner Kunstschule. Eine Zeitlang lebte er in Tanger, Marokko.

## Entwicklung als Sitarist
Gromers Begegnungen in den 1960er Jahren haben seinen musikalischen Geschmack und Stil tiefgehend geprägt. Ein Konzertabend mit dem großen indischen Sitarspieler Ustad Vilayat Khan in der Westminster Abbey im Jahre 1968 wurde wegweisend. Gromer beschloss, sein Leben dem Studium der Sitar zu widmen. In Vilayat Khans jüngerem Bruder Ustad Imrat Khan, der in London lebte, fand er einen hochkarätigen Lehrer. Indienreisen und sieben Jahre Sitarstudium unter Imrat Khan folgten. 1975 erhielt er durch die Gandha-Zeremonie mit Imrat Khan endgültig Zugang zur Vilayat-Khani-Gharana. Er war der erste Außenseiter in dieser besonderen Gharana indischer Saitenspieler. Nach seiner Einführung fügte Gromer den Beinamen Khan seinem Künstlernamen hinzu.
Im Laufe der siebziger Jahre wirkte er in einer Reihe protoelektronischer Musik, unter anderem zusammen mit Popol Vuh und Werner Herzog, mit. Es folgten zahlreiche Beteiligungen in Projekten kontemplativer Weltmusik für Radio, Fernsehen, Film- und Tonaufnahmen, unter anderem bei Peter Michael Hamels Hesse Between Music.
Aufenthalte in der Türkei, Marokko und Indien, sowie Konzerte der klassischen indischen Musik in Indien und Europa folgten. Ab 1990 verfasste er Texte und Dokumentationen über die sublimen Aspekte universeller Musiktraditionen für verschiedene ARD-Radiosender. Seit 1974 hat Gromer über 50 Alben mit Kompositionen kontemplativer neuer Weltmusik veröffentlicht.

## Schriftsteller
Im Jahr 2006 wurde Gromer Khans Roman Der Lehrer, sein Schüler und der weiße Mogul als Hörbuch veröffentlicht. 2007 folgte die Novelle Jazzweihnacht als Hörbuch (2011 auf Englisch). 2009 wurden die Romane Jimi of Silence und Der weiße Mogul veröffentlicht, 2017 der 4. Roman Kurt und Bongo und die Hippies.

## Diskographie
- Cat Stevens Studioalbum Mona Bone Jakon Olympic Studio in Barnes - Fill My Eyes - Chorus: Al Gromer & Paul Simon Napier-Bell - 1970
- TARIQA, Rasa Music 2023
- TRANCE, Rasa Music 2022[2]
- Ambient Religion, Rasa Music 2022

- A Gentle Aspect, Rasa Music 2021
- SINGING BACK TO ZIRYAB, Rasa Music 2021
- SILENT GOLD KEEPS MY FOREHEAD HIDDEN. Single, Rasa Music 2021
- ONCE AGAIN THE NIGHT, Rasa Music 2020
- Guv'nor's Choice THE BEST OF AL GROMER KHAN, Rasa Music 2020
- SILENCE in a BLUE ROOM, Rasa Music 2019
- IN HIGH PLACES, 2019 Rasa Music[3]
- DURGA Avenue, 2018 Rasa Music
- SKY WORSHIP, 2018 Rasa Music
- THE GOD PERFUME, 2017 Rasa Music
- After the Crash, 2017 Single, Rasa Music
- CHAKRA NOIR, 2016 Rasa Music
- Day of the Beloved, 2016 Rasa Music
- LALITA-The Eternal Feminine, 2015 Rasa Music
- Tibet Shakti, 2015 Rasa Music
- Inner Witness, 2014 Rasa Music
- FAR GO, 2013 Rasa Music
- KULA JAZZ ‘Tantric Miniatures’, 2012 Rasa Music
- Foret Diplomatique, 2011 Rasa Music
- Future Song, 2010 Rasa Music, AGK mit Thomas Kagermann
- Sitar Secrets 2009 Rasa Music
- Lanoiah, 2008 Rasa Music
- Negus, 2008 RASA Music
- Indian Music II, 2008 RASA Music, NER 2009
- Another Kind Of Silence, 2007 RASA Music
- Radio Yoga 2007 RASA Music
- Turya 2006 RASA Music
- The Alchemy of Happiness 2005 RASA Music AGK mit Klaus Wiese
- Chai & Roses 2004 RASA Music Al Gromer Khan
- Tantra Electronica 2004 New Earth Records mit Emin Corrado - Rasa Music
- Indian Music 2002 RASA Music
- Future Lounge 2002 Rasa Music
- Lexus 2001 Intuition Wergo
- Sufi 2000 New Earth Records – New Age Voice Music Award 2001 - Rasa Music
- Almond Blossom Day 1999 Rasa Music
- Kamasutra Experience 1999 New Earth Records – Crossroads Music Awards/Gold Star 2000
- Tantra Drums 1998 New Earth Records
- Marco Polo / Tan Dun 1997 SONY / Opera Al Gromer Khan/Solist
- Space Hotel 1997 New Earth Records – New Age Voice Music Award 1999 - Rasa Music
- Black Marble and Sweet Fire 1996 Hearts of Space Records mit Kai Taschner
- Monsoon Point 1995 New Earth Records mit Amelia Cuni
- Konya 1994 Bluestar Music
- Attar – Musik als Parfüm 1994 WERGO
- Beautiful Marva 1993 Aquarius
- Utopia 1992 Rasa Music
- The God Perfume II 1992 Rasa Music
- Tabris 1991 Musicolor/Araba
- Mahogany Nights 1990 Hearts of Space Records
- Kama Sutra II 1989 Musicolor/Araba
- Music from an Eastern Rosegarden 1989 Rasa Music
- The God Perfume 1987 Rasa Music
- Chai and Roses 1987 Rasa Music
- Kama Sutra 1986 Eversongs mit Jörg Evers
- The Neuschwanstein Tapes 1986 Aquamarin mit Kai Taschner Rasa Music
- In High Places 1985 Aquamarin mit Klaus Wiese - Rasa Music
- Hymns of Secret Glory 1984 Aquamarin mit Klaus Wiese - Rasa Music
- Divan I Khas 1984 Isis mit Mario Strack
- Zuban 1981 Major Music/Isis mit Mario Strack
- Uranus Venus 1980 Warner Bros. mit Mario Strack, Ute Lenz, Jörg Evers
- Yoga Popol Vuh 1976 High Tide 1993
- Between Hesse Between Music 1974 Wergo

### Hörbücher
- Jazzweihnacht, Rasa Music 2007
- Der Lehrer, sein Schüler und der weiße Mogul, Rasa Music 2006
- Der Tigerbericht, 1990 Sheema Medien Dietrich Wild/Al Gromer Khan Neuauflage 2004

### Bücher
- Jimi of Silence, Zustand Verlag, 2009
- Der weiße Mogul, Zustand Verlag, 2009
- Jazz Christmas, Zustand Verlag, 2011, E-Book
- The White Mogul English, Zustand Verlag 2015, E-Book, Goodreads *****Readers‘ Favorite
- Kurt und Bongo und die Hippies, Zustand Verlag, 2017
- Kurt and Bongo and the Hippies, Zustand Verlag, 2017, englische Ausgabe Buch und E-Book

### Soundtracks
- Herz aus Glas, 1977: Werner Herzog Popol Vuh/Al Gromer Khan
- Nosferatu – Phantom der Nacht, 1979: Werner Herzog Popol Vuh/Al Gromer Khan (Partizipation)
- Un Divan A New York, 1996: Chantal Akerman
- Sublime 2006 Tony Krantz
- Highway World 2008 Martin Hans Schmitt (Al Gromer Khan Soundtrack)

### Zusammenarbeit mit Popol Vuh
- Das Hohelied Salomos 1975
- Letzte Tage, letzte Nächte 1976
- Brüder des Schattens, Söhne des Lichts 1978
- Die Nacht der Seele 1979

### Ausstellungen
- Kunstpavillon München ‚The Malakosha Ambience’ 1993
- Gasteig München ‚Friedensprozess’ 2001
- khan art Galerie ‚Tantric Miniatures’ 2011 München
- khan art ambient ‚Tantric Miniatures’ 2012 Berlin
- khan art Galerie jährliche Ausstellungen seit 2012 AGK Bilder, Skulpturen, Musik